# ダリラ・ムハンマド
ダリラ・ムハンマド（英語：Dalilah Muhammad、1990年2月7日 - ）は、アメリカの陸上競技選手。女子400mハードルで、2016年リオデジャネイロオリンピックでは金メダル、2020年東京オリンピックでは銀メダルを獲得した。